# Srđ
Srđ (en croat, literalment, «Sergi») és el nom d'una muntanya al peu de la qual va sorgir la ciutat de Ragusa, després Dubrovnik, a Croàcia. La muntanya té 408 metres d'altura i s'hi arriba per una carretera amb molts revolts. Té una antena (repetidor) de TV i una torreta des de la qual es domina la ciutat. El funicular amb què s'hi accedia ha quedat inutilitzat després dels bombardejos serbis de 1991-1992. Tota l'àrea del voltant porta també el nom de Srđ, fins a les muntanyes Bosanka (264 metres), a l'est, i Nuncijata (148), al nord-oest.